# سيمون فوكس
سيمون فوكس (بالإنجليزية: Simon Fox)‏ هو موسيقي بريطاني، ولد في 12 يوليو 1949.

## وصلات خارجية
- الموقع الرسمي